# Luxushajó

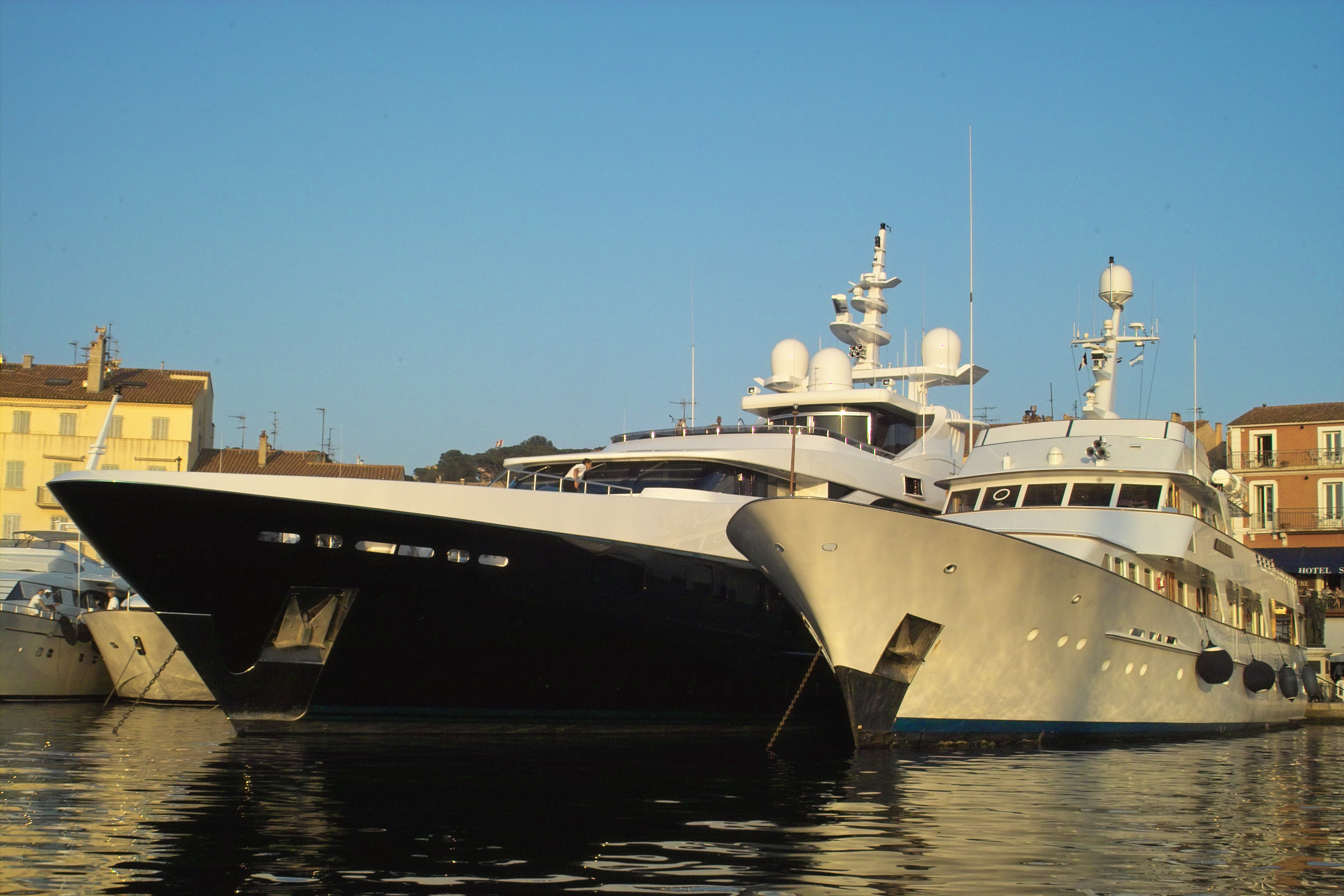
Saint-Tropez híres luxus jachtjairól

Luxus jacht, másképpen szuperjacht magánhajó, vitorlás vagy motoros jacht.

## Története
A jacht kifejezés a 20. században jelent meg elsőnek. Néhány példa a motoros luxus jachtokra: Cox & King jachtok, az M/Y motoros jacht a Christina O, M/Y Savarona. A korai luxus vitorláshajók közé tartoznak a klasszikus J class versenyhajók, mint az S/Y Shamrock.

## Manapság
Az utóbbi két évtizedben a nagy privát luxushajók - több mint 24 méteresek - népszerűsége növekedni kezdett. A Luxus hajóknak nincs külön kikötő építve. A jachtot regisztrálni kell az adott ország kikötőjében. A Földközi-tenger és a Karib-tenger között mozognak, amit angolul Milk Runnak neveznek. Luxusjachtokra való igény miatt a hajóépítő cégek száma növekedett és egyre többet adtak bérbe.
Az európai gyártók, mint a Ferretti, az Azimut, az Azimut-Benetti, a Feadship, a Shonelle, a Sunseeker és a Lürssen uralják a jachtépítő piacot.

## Bérlés
Néhány jachtot kizárólag saját tulajdonosaik használják, a többi az üzleti életben mozog. A luxushajók heti bérleti ára 20 000 és 661 500 USD között van. A költség körülbelül 20-30%-át üzemanyag, étel és a kikötői díjak teszik ki, továbbá 15-20%-os borravalót is szokás adni a jó kiszolgálás után.

## Design és szerkezet
A 24 métereseket és az annál nagyobbakat díjakra jelölik. A 45-től 50 méteres méretű hajókat megilleti a szuperjacht besorolás, általában 3-szintesek, belső kialakításuk 10-12 vendég és hasonló létszámú személyzet fogadására alkalmas.